# Nick Anderson
Pour les articles homonymes, voir Anderson.
Nelison « Nick » Anderson, né le 20 janvier 1968 à Chicago, Illinois, est un joueur américain de basket-ball. Il a passé treize ans dans la NBA commençant en 1989, la plupart d'entre elles au Magic d'Orlando. Il a fini sa carrière en 2002.

## Carrière NBA

### Magic d'Orlando
Anderson quitte son école et entra dans la draft 1989 de la NBA, où il est choisi en onzième position par le Magic d'Orlando. Il détient le record de points de la franchise avec 10 650 points jusqu'au mardi 24 janvier 2012 : il est alors dépassé par Dwight Howard.

### 1994-95
Le Magic d'Orlando atteint les Finales NBA. Lors du premier match de la série, Nick Anderson rate ses quatre lancers-francs dans les dernières secondes. La suite de la série est un cauchemar et Orlando perd 4 à 0 contre les Rockets de Houston. Il hérite de ce fait du surnom de Nick the Brick.

### Carrière après 1995
Deux saisons après la finale 1995, la carrière Anderson est tombée dans un spirale négative, en partie à cause de son incapacité à tirer les lancers-francs. Durant la saison NBA 1996-97, le pourcentage au lancer-franc de Anderson descendit au plus bas de sa carrière : 40,4 % et sa moyenne de points par match à 12,0 points.

## Retraite
En 2006, il est nommé ambassadeur du club du Magic d'Orlando auprès des communautés de la ville, rôle qu'il partage avec un autre ancien joueur du Magic, Charles "Bo" Outlaw.